# Venga la alegría
Venga la alegría es un programa matutino mexicano de variedades producida por TV Azteca y transmitido por Azteca Uno. Inició el 2 de enero de 2006. Su transmisión va dirigida a todo público, con temas de interés personal, las secciones toman como centro el entretenimiento, horóscopos, el resumen de las telenovelas, telerrealidad, cocina, belleza, sexualidad, reflexiones, consejos, juegos, humor, deportes, noticias, espectáculos y música. 
Compite directamente con los programas Hoy, de Televisa; Vivalavi, de Multimedios Televisión, y Sale el sol, de Imagen Televisión. En la actualidad, VLA (como suele acortarse en menciones de redes sociales) logró convertirse en uno de los programas de mayor sintonía de la televisión mexicana. [cita requerida]

## Historia

### Producción de Adrián Patiño
Empezó a emitirse el 2 de enero de 2006, reemplazando al programa Cada mañana. Bajo la producción de Adrián Patiño, al principio era conducido por Ingrid Coronado, Ana La Salvia y el argentino Fernando del Solar, con las colaboraciones de Sergio Sepúlveda, Ana María Alvarado, Juan Ramón Sáenz, Denny Welsh, Paco Lala's, la Chef Yolo, Mauricio Mancera entre otros. Ana La Salvia dejó el programa unos meses después. En 2007, se incorporó como conductor Raúl Osorio. En 2008, Ingrid Coronado dejó la conducción del programa y se fueron integrando nuevos elementos. En 2009, Mauricio Mancera dejó el programa por un año para dedicarse a hacer un servicio comunitario en África.

### Producción de Roberto Romagnolli
El 12 de julio de 2010, el programa fue renovado bajo la producción de Roberto Romagnolli y con nuevos conductores (siendo las principales Inés Gómez Mont e Ingrid Coronado, quien volvería temporalmente), nuevas secciones, nuevo logotipo y nuevo estudio, anunciando una nueva etapa que significó la salida de todos los colaboradores del programa (a excepción de Ana María Alvarado y la Chef Yolo), que sin embargo, duraría muy poco, puesto que en solo cuatro meses esta concluyó por diversos motivos, principalmente la baja audiencia, propiciando que en noviembre de 2010, el programa regresara a su formato anterior, volviendo los conductores anteriores (a excepción de Francisco de la O), e incorporando a Raquel Bigorra como nuevo elemento del elenco.

### Segundo ciclo de Adrián Patiño como Productor
En abril de 2011, se integró Tania Rincón al programa matutino como conductora principal.
El 9 de julio de 2012, Raúl Osorio regresó a este programa matinal tras pedir permiso a la producción para contender por una diputación federal, la cual no ganó. El 16 de julio de 2012, el conductor Fernando del Solar, quien había estado desde los inicios del programa, se despidió de este, al anunciar que tenía cáncer de pulmón y tendría que someterse a quimioterapias. Del Solar se había confirmado como conductor de La Academia 10 años. «La vida me ha puesto el desafío más importante de mi vida, me ha costado lágrimas. Hace diez días, grabando el programa No es lo mismo pero es igual, me sentía mal, no podía trabajar, no podía respirar, subía las escaleras del foro y me costaba trabajo respirar. Luego me fuí a hacer unos análisis de todo, y resulta que el desafío más importante que me pone la vida es que tengo un tumor en el pulmón», fueron las palabras de Fernando en el programa. Días después se revelaron a Mauricio Barcelata y Lili Brillanti como nuevos conductores.
Antes de comenzar La Academia 10 años, el programa creó su propia versión de este reality show, llamado: "La Academia de Venga la alegría", al principio fue un pequeño segmento dentro de la sección  La enciclopedia del crímen pero semanas después, lo convirtieron en otro segmento con más tiempo, vestuario, pistas, etcétera, además de que contaban con invitados especiales como jurados. El 8 de noviembre de 2012, tras 19 mini-conciertos, Raquel Bigorra ganó la edición.
En agosto de 2012 se confirmó la salida de Gerardo Gómez, conocido por su popular personaje "Danilo". En octubre del mismo año, el conductor Mauricio Mancera fue suspendido debido a un comentario incómodo acerca del cáncer de mama y a la vez, por llamadas de atención al molestar a su compañero de trabajo Raúl Osorio. Sin embargo el conductor se mostró arrepentido por sus comentarios, y finalmente regreso dos semanas después.
En junio de 2013, Lilí Brillanti dejó el programa y ese mismo mes se integró como su reemplazo, Vanessa Claudio, tras el éxito obtenido en Venga el Domingo.
En enero de 2014, Mauricio Barcelata dejó Venga la alegría, siendo reemplazado por Alfonso de Anda. 
En mayo de ese mismo año, Mauricio Mancera también dejó el programa para conducir la versión mexicana de El Hormiguero.
En agosto, la Chef Yolo dejó de ser la chef del matutino y el chef Mariano Sandoval fue su reemplazo. Además, también se integró el comediante El Capi Pérez, tras el éxito de La Resolana de La Isla. 
En julio de 2014, Raquel Bigorra anunció su primer embarazo en Venga la alegría y en diciembre de ese año abandonó el programa para dar a luz a su hija Rafaella y aunque se esperaba que regresara al programa, eso no sucedió. Durante los 5 años que Raquel Bigorra estuvo como conductora principal, el programa registro los más altos índices de audiencia. 
En enero de 2015, se integró una vez más Ingrid Coronado a la condición.
A finales de 2016, Ricardo Casares entró a este matinal y salió del programa vespertino de espectáculos de este mismo canal, Ventaneando. Tania Rincón salió temporalmente debido a su embarazo, y Natalia Valenzuela quedó como suplente. A principio del 2017 ingresó al programa el argentino Patricio Borghetti reemplazando a Alfonso de Anda. Tania Rincón se incorporó nuevamente en mayo de 2017. El 15 de agosto de 2017 salió definitivamente del programa Carlos "El Capi" Pérez  por haber recibido ofertas de trabajo mejor remuneradas en TV Azteca. 
Además, se integraron como panelistas la actriz y presentadora Penélope Menchaca y la ex reina de belleza  Kristal Silva. 
En julio de 2018, "Los Destrampados" salen de Venga la Alegría a causa de un conflicto en vía pública por atropellar a dos personas. El 26 de noviembre se da a conocer que Ingrid Coronado saldrá del programa por descanso laboral, decisión que ella expresó tener y ese mismo día se reveló que Annette Cuburu sería su suplente en la emisión. Días después, se anuncia la entrada de Brandon Peniche que se integraría al programa el 2 de enero de 2019.
En febrero de 2019 se anuncia la salida de Vanessa Claudio para conducir el programa Este es mi estilo.

### Producción de Dio Lluberes
En marzo del 2019, por decisión de Alberto Ciurana y Sandra Smester (directores de TV Azteca), se integra a la producción de Venga La Alegría el dominicano Dio Lluberes en lugar de Adrián Patiño.
En abril de ese año se integró la reconocida periodista de espectáculos Flor Rubio a la sección de espectáculos. 
En mayo de ese mismo año, Tania Rincón sale de la emisión para unirse al equipo de Azteca Deportes para las coberturas de la Copa de Oro de la Concacaf 2019 y la Copa América 2019.
En junio regresaron Los Destrampados tras haber llegado a un acuerdo con la televisora. A finales de ese mes, se anunció en las redes sociales del programa el regreso de un exconductor o exconductora que se revelaría el 15 de julio, regresando al elenco Carlos "Capi" Pérez. 
En septiembre de 2019, vuelve a este matinal Fernando del Solar; además se integraron los presentadores del programa Todo un show, Laura G, Roger González, Cynthia Rodríguez y los presentadores de espectáculos Erika González y Guillermo Martínez. El regreso de Fernando del Solar duró unos cuántas semanas debido a su salud y cambio de residencia.   
El 19 de marzo de 2020, Patricio Borghetti dio positivo a la prueba de COVID-19, por lo que como medida de prevención el resto de los conductores y parte del personal fue puesto en cuarentena. Al día siguiente, El 20 de marzo, estuvieron como reemplazo conductores de otros programas de TV Azteca (Rafael Mercadante, Adianez Hernández, Horacio Villalobos, Sofía Aragón, Eddy Vilard, William Valdés y Carmen Muñoz). Semanas después se reincorporó completamente el elenco normal de Venga La Alegría, excepto Guillermo Martínez; quien el 27 de marzo de ese mismo año recibió la oportunidad de presentar los espectáculos en el programa Al Extremo en su emisión de lunes a viernes. Además, William Valdés se quedó en programa de forma permanente. 
En julio, Horacio Villalobos se convierte en uno de los conductores del matutino, tras su buen trabajo durante la cuarentena de los demás conductores.
En junio de 2021, Brandon Peniche dejó el programa para regresar a Televisa a protagonizar una telenovela.
El 30 de junio de 2022, Sergio Sepúlveda anunció en Venga la alegría el fallecimiento de Fernando del Solar, presentador fundador del matutino.
En agosto de ese mismo año, Cynthia Rodríguez anunció su salida definitiva del matutino con el argumento de dedicarse a su vida privada y confirma haber contraído matrimonio con el cantante Carlos Rivera.
En octubre, William Valdés también salió del programa.

### Producción María Eugenia Silva
El 2 de enero de 2023, por decisión de Adrián Ortega (director de TV Azteca), Maru Silva llegá como productora del matutino en reemplazo de Dio Lluberes, despedido a finales de 2022 tras la salida de Sandra Smester como directora. Se hace el cambio de logotipo en la emisión televisiva y redes sociales del programa. El logotipo es semejanza del que aparecía en pantalla en 2011. Al momento, TV Azteca no ha informado cambio alguno del elenco actual.
Elenco: Sergio Sepúlveda, Patricio Borghetti, Anette Cuburu, Ricardo Casares, Tabata Jalil, Mariano Sandoval, Kristal Silva, El Capi Pérez, Laura G, Ismael Zhu "El Chino", Horacio Villalobos, Flor Rubio y Roger González.
El 6 de enero de 2023, Roger González anunció su salida del programa, y el 23 del mismo mes, se reincorporó Mauricio Barcelata luego de una ausencia de casi 9 años.
El 31 de marzo del mismo año, Horacio Villalobos confirmó su salida del matutino y el 30 de mayo Anette Cuburu anunció su salida definitiva del matutino después de permanecer 4 años para dedicarse a otros proyectos fuera de la TV, despidiéndose así del público.
El 5 de junio del mismo año, se incorporó Enrique Mayagoitia que ya era parte de Venga La Alegría fin de semana y tenía el segmento de clases de Inglés en el programa semanal. Además de Kike Mayagoitia, también se incorporaron la exparticipante de MasterChef Celebrity Jimena Longoria y Luz Elena González.
El 24 de julio de 2023, Laura G anunció su salida del programa, y el 28 del mismo mes fue su último día en el programa.
En 2024 ingresa temporalmente Viviann Baeza, sustituyendo a Jimena Longoria, quien estaba atravesando por su embarazo.
El 6 de enero de 2025 Viviann Baeza es anunciada oficialmente como presentadora del matutino

## Spin Offs

### Venga el domingo
El 29 de abril de 2012, comenzaron las transmisiones de Venga el domingo con los presentadores Raquel Bigorra, Mauricio Mancera, Daniel Bisogno, Vanessa Claudio, Gabriel Rossi, Julio Alegría y Michelle Vieth, quien salió de la emisión.
Con el paso del tiempo terminaron presentando el programa los conductores habituales de Venga la alegría como Tania Rincón, Carlos Arenas, Sergio Sepúlveda y El Capi Pérez, también se integraron Natalia Valenzuela, Carlos Quirarte y Alex Garza.
El 12 de noviembre de 2017, terminó definitivamente está emisión semanal.

### Venga la alegría fin de semana
El sábado 2 de octubre de 2021 inició la versión fin de semana de Venga la alegría, dando un duro golpe a la competencia. Este emisión de sábados y domingos inició con la colaboración de dos exintegrantes de Exatlón México; Aristeo Cázares y la tricampeona de Mati Álvarez; así como Cyntia González (finalista de Survivor México y exparticipante de MasterChef), Alana Literas (ganadora de la 1° edición de MasterChef Junior 2016), Olga Mariana Mafud, Alex Sirvent, Gaby Ramírez, Sofía Aragón (ex reina de belleza y finalista de Miss Universo 2019), Rafael Serdán y Daniela Alexis Barceló "La Bebeshita".
El domingo 1 de enero de 2023 (en vísperas de Año Nuevo), el matutino anunció la salida definitiva de Cyntia González, Gaby Ramírez, Rafael Serdán, Aristeo Cázares, Daniela Alexis "La Bebeshita", y Sofía Aragón (esta última había salido definitivamente del matutino y de TV Azteca a finales de agosto de 2022 para dedicarse a otros proyectos) por lo que Alex Sirvent, Olga Mariana, Mati Álvarez y Alana Literas quedaron únicamente del elenco original.
Alana Lliteras (ganadora de la 1° edición de Masterchef Junior 2016) abandonó el matutino y las filas de TV Azteca para dedicarse a otros proyectos, mientras que Mati Álvarez (ganadora de Exatlón) fue invitada de nuevo a la segunda edición de Exatlón All Star, tiempo después ya no regresó al programa.
El 7 de enero del mismo año inicia una segunda etapa en el matutino, ingresando como nuevos conductores: Esmeralda Ugalde y Rafa Balderrama, quién había terminado su participación en el programa Corazón Grupero, debido a su cancelación, Ismael Zhu "El Chino" (dejando la emisión habitual), Carlos "Chicken" Muñoz, (exparticipante de Survivor México), Enrique Mayagoitia (conductor y modelo regiomontano) (este último fue agregado meses después al elenco semanal del matutino (lunes a viernes) quedando fuera de la emisión, Natalia Valenzuela (quién ya había participado en Venga la alegría), Alann Mora (exconductor de Corazón Grupero) y el presentador español Pedro Prieto (exconductor del matutino Hoy de Televisa).
También ingresaron los colaboradores Carlos Quirarte, Blanca Martínez "La Chicuela", Jonathan Tonatiuh "El Hombre Teatro", Mariela Terrones, René Gómez y Pavel Hunda (éstos 2 últimos actualmente fuera del matutino).
El lunes 1 de enero de 2024 (en vísperas de Año Nuevo), el conductor Rafa Balderrama anunció su salida definitiva temporal del programa y de la televisora tras permanecer 6 años; la razón de su salida fue por problemas de salud por las que estaba atravesando desde hace varios meses, además su ingreso a MasterChef Celebrity.
El Jueves 4 de enero, se anunció en las redes sociales del matutino la llegada de 2 presentadoras, las cuáles se integrarían a partir del sábado 6 de enero al programa.
El sábado 6 de enero, durante la transmisión del matutino se dio a conocer el ingreso de Jessica Bulman y Natalia Súbtil, uniéndose al elenco junto a Olga Mariana Mafud, Alex Sirvent, Carlos Muñoz "Chicken", Natalia Valenzuela, Alann Mora, Pedro Prieto, Ismael Zhu "El Chino", Carlos Quirarte, Jonathan Tonatiuh "El Hombre Teatro", Mariela Terrones, los personajes "Bartolito" y "El Venga-dor".
El sábado 3 de agosto se anuncia un tercer marco de conductores, donde se integran María Fernanda Quiroz "Ferka", Luis Alejandro Méndez "Jawy" y Luis Alberto "Rey Grupero", quienes habían participado en MasterChef Celebrity México cuarta edición, y Ana Cristina Jaques, "Titi Jacques", esposa del presentador Pedro Prieto.